# Ambia vagilinealis
Ambia vagilinealis là một loài bướm đêm trong họ Crambidae.